# Église Saint-Joseph (Evere)
Pour les articles homonymes, voir Église Saint-Joseph.
L'église Saint-Joseph (en néerlandais : Sint-Jozefskerk) est un édifice religieux situé place Jean De Paduwa dans la commune bruxelloise d'Evere.
C'est sous l'impulsion de l'abbé Jean De Paduwa, né à Wambeek le 29 janvier 1837 et décédé le 20 juillet 1906, curé à l'église Saint-Vincent d'Evere, qu'il a été décidé de construire l'église Saint-Joseph. De style gothique primaire, elle a été construite de 1904 à 1906 par l'architecte B. Smet de Tamise et inaugurée le 22 avril 1906. Elle a été restaurée de 1988 à 1990.
La paroisse Saint-Joseph fait partie de l'unité pastorale Meiser qui fait elle-même partie du doyenné de Bruxelles Nord-Est.
Saint Joseph est le saint patron de la Belgique.

## Patrimoine artistique
Parmi les ouvrages remarquables se trouvant dans l'église, il est à noter :
- Un orgue de tribune composite, datant des années 1920, œuvre du facteur Théo Boeckx[1].
- Les vitraux, œuvres d'Édouard Steyaert.
- Les fonts baptismaux.

## Galerie de photos

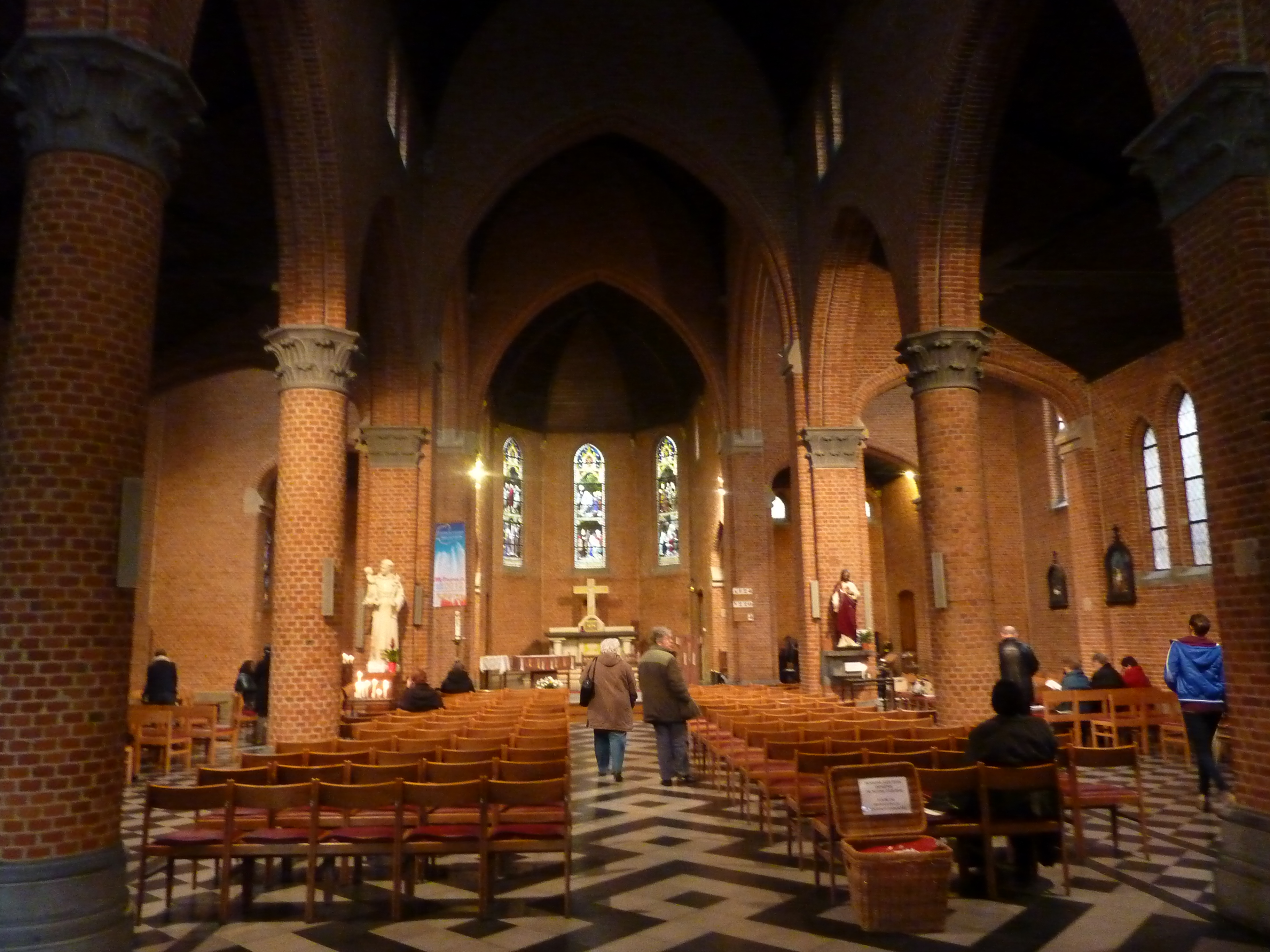
Vue générale de l'intérieur
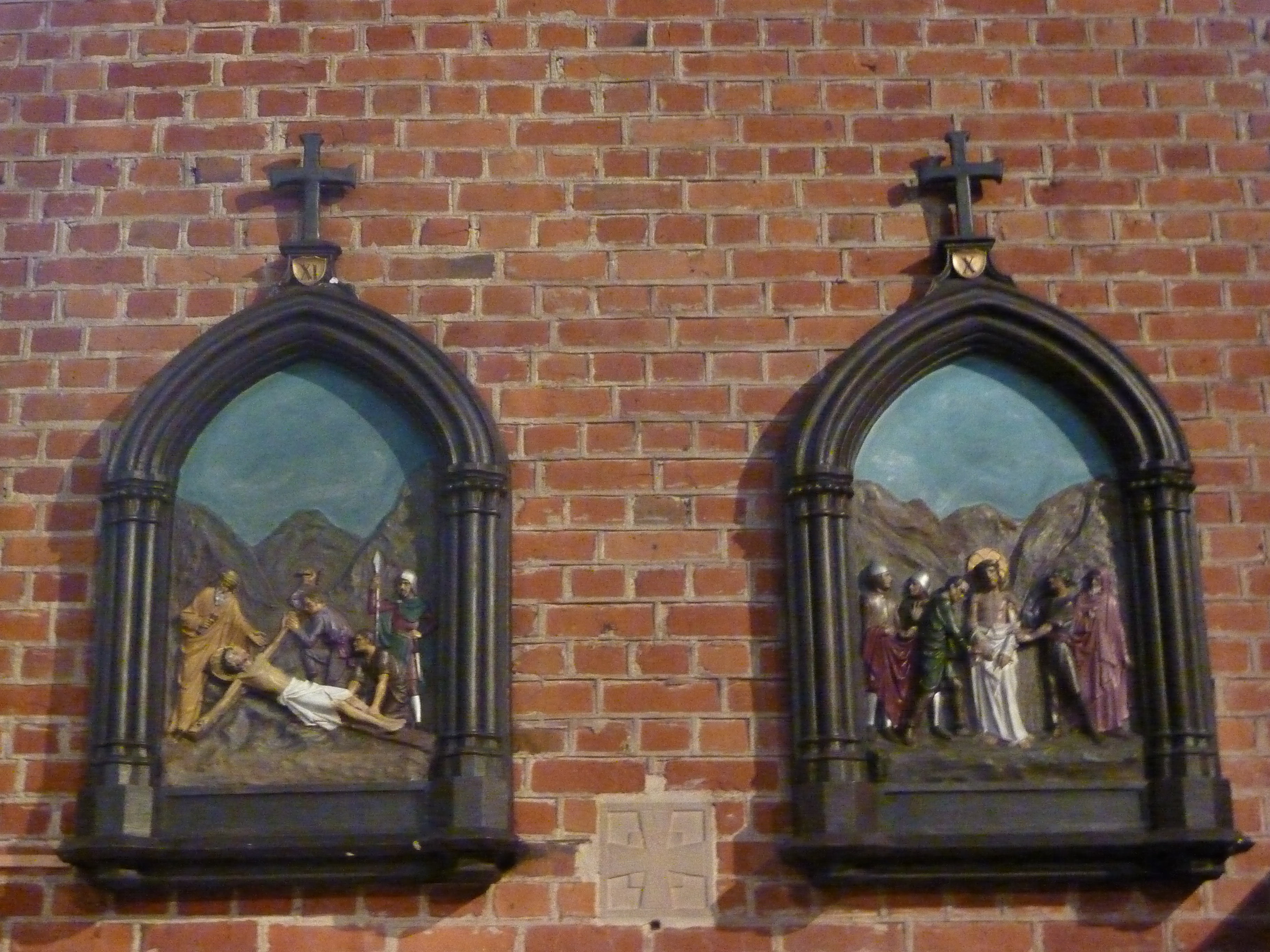
Chemin de croix
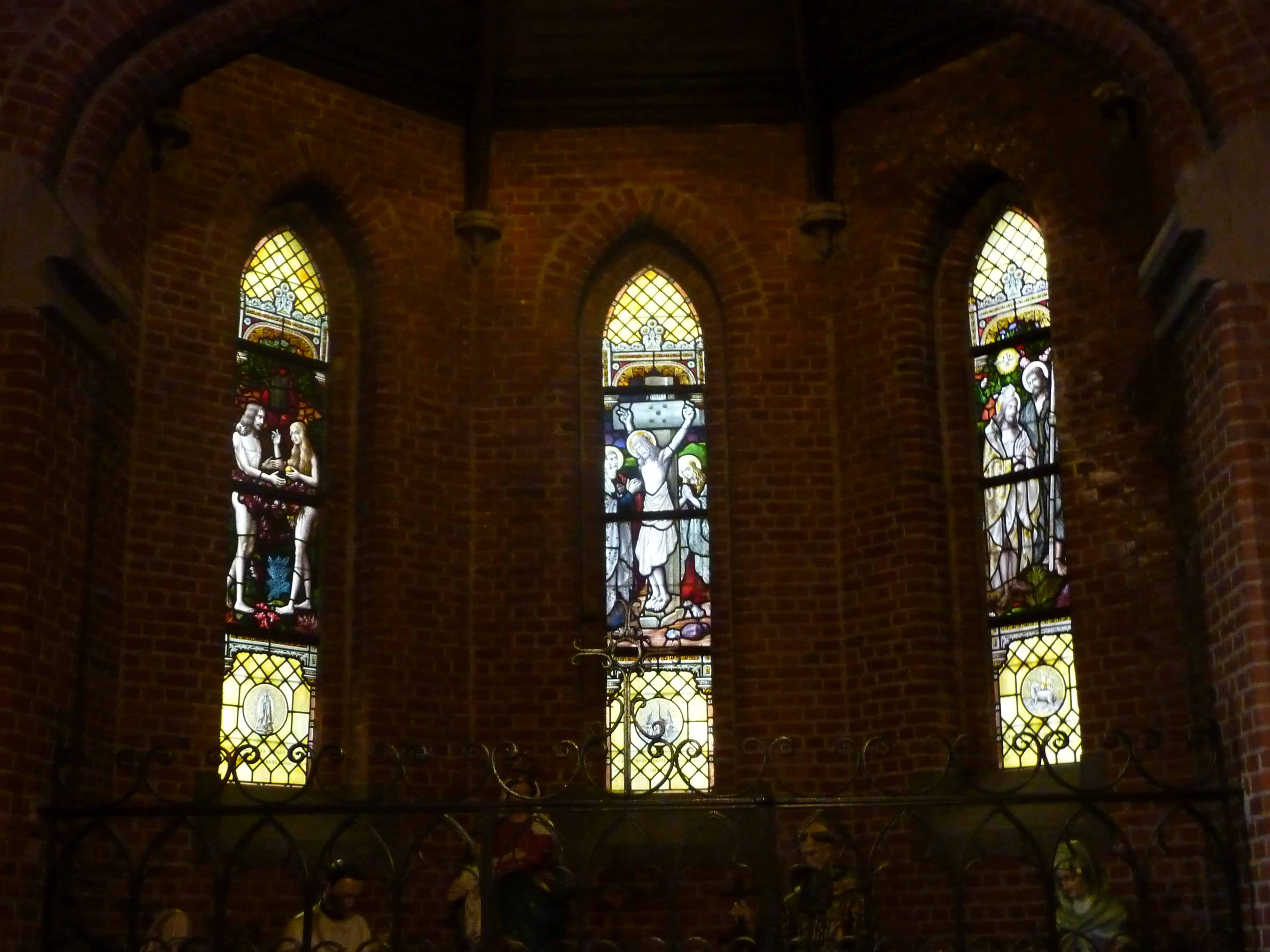
Vitraux